# アンドリュー・ベイリー
アンドリュー・スコット・ベイリー（Andrew Scott Bailey, 1984年5月31日 - ）は、アメリカ合衆国ニュージャージー州カムデン郡ブアーヒーズ・タウンシップ出身の元プロ野球選手（投手）、野球指導者。右投右打。現在は、MLBのボストン・レッドソックスの投手コーチを務める。

## 経歴

### プロ入り前
少年時代は熱狂的なフィラデルフィア・フィリーズファンとして育った。2005年のMLBドラフト16巡目（全体475位）でミルウォーキー・ブルワーズから指名されたが、契約には至らなかった。

### プロ入りとアスレチックス時代

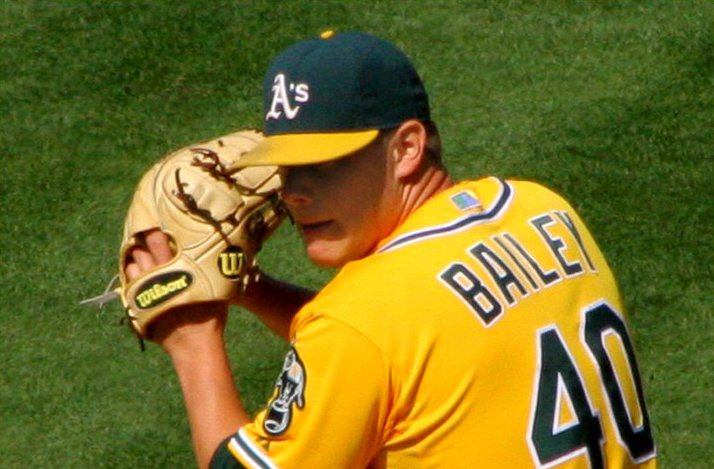
オークランド・アスレチックスでの現役時代
(2011年7月31日)

2006年のMLBドラフト6巡目（全体188位）でオークランド・アスレチックスから指名され、6月20日に契約。契約後、傘下のA-級バンクーバー・カナディアンズでプロデビュー。13試合（先発10試合）に登板して2勝5敗、防御率2.02、53奪三振を記録した。
2007年はA級ケーンカウンティ・クーガーズ、A+級ストックトン・ポーツ、AAA級サクラメント・リバーキャッツでプレー。A+級ストックトンでは11試合に先発登板して3勝4敗、防御率3.82、72奪三振を記録した。
2008年はAA級ミッドランド・ロックハウンズでプレーし、37試合（先発15試合）に登板して5勝9敗、防御率4.32、110奪三振を記録した。
2009年4月4日にアスレチックスとメジャー契約を結んでアクティブ・ロースター入りし、6日のロサンゼルス・エンゼルス戦でメジャーデビュー。その後はブラッド・ジーグラーに代わりクローザーを務め、オールスター初選出を果たした。この年は68試合に登板し、26セーブを記録した実績を認められ、アメリカン・リーグの新人王に選出された。
2010年3月8日にアスレチックスと1年契約に合意した。この年は47試合に登板して1勝3敗25セーブ、防御率1.47、42奪三振を記録した。7月には2年連続でオールスターに選出された。
2011年2月27日にアスレチックスと1年契約に合意。この年は42試合に登板して0勝4敗24セーブ、防御率3.24、41奪三振を記録した。

### レッドソックス時代
2011年12月28日にジョシュ・レディック、ラウル・アルカンタラ、マイルズ・ヘッドとのトレードで、ライアン・スウィーニーと共にボストン・レッドソックスへ移籍。
2012年1月25日にレッドソックスと390万ドル+出来高10万ドルの1年契約に合意したが、シーズン開幕直前の4月4日に右手親指の再建手術を受けるために故障者リスト入りした。復帰したのは8月14日だった。最終的に19試合の登板で防御率7.04と期待を裏切る結果となった。
2013年1月18日にレッドソックスと1年契約に合意。この年は中継ぎとしてシーズンを迎えるが、4月中旬に抑えのジョエル・ハンラハンが故障者リスト入りすると、代わりの抑えとして指名された 。その間8セーブを記録するも、肩を故障し、戦線離脱する。MRIの結果、右肩関節唇の裂傷と判明。7月24日に手術を受け、そのままシーズンは終了した。オフの12月2日にノンテンダーFAとなった。

### ヤンキース時代
2014年2月22日にニューヨーク・ヤンキースとマイナー契約（2015年の球団オプション付き）を結び、3月7日に入団した。この年は前年の手術の影響でシーズンを全休した。オフの11月4日にヤンキースが球団オプションを破棄したが、8日にマイナー契約で再契約した。
2015年9月1日にメジャー契約となり、アクティブ・ロースター入りした。2年ぶりにメジャーのマウンドに登ったが、10試合の登板で防御率5.19を記録した。オフの11月4日にFAとなった。

### フィリーズ時代
2015年12月17日にフィリーズとマイナー契約を結び、2016年のスプリングトレーニングに招待選手として参加することになった。開幕は傘下のAAA級リーハイバレー・アイアンピッグスで迎えたが、4月20日にメジャー契約を結んでアクティブ・ロースター入りした。8月2日にDFAとなり、6日に自由契約となった。フィリーズを出るまでに33試合にリリーフ登板し、3勝（1敗）を挙げたものの防御率6.40と打ち込まれた。

### エンゼルス時代
2016年8月13日にエンゼルスとマイナー契約を結び、傘下のAAA級ソルトレイク・ビーズへ配属された。9月2日にメジャー契約を結んでアクティブ・ロースター入りした。エンゼルス加入後は12試合に登板し、クローザーも務めて防御率2.38、6セーブをマークするなど復活した。シーズン全体では、45試合の登板で3勝1敗6セーブ、防御率5.36、WHIP1.33という成績だった。11月3日にFAとなったが、9日に1年100万ドルでエンゼルスと契約を結んだ。
2017年は右肩の怪我で長く故障者リストで過ごしたため、4試合の登板にとどまった。

### 引退後

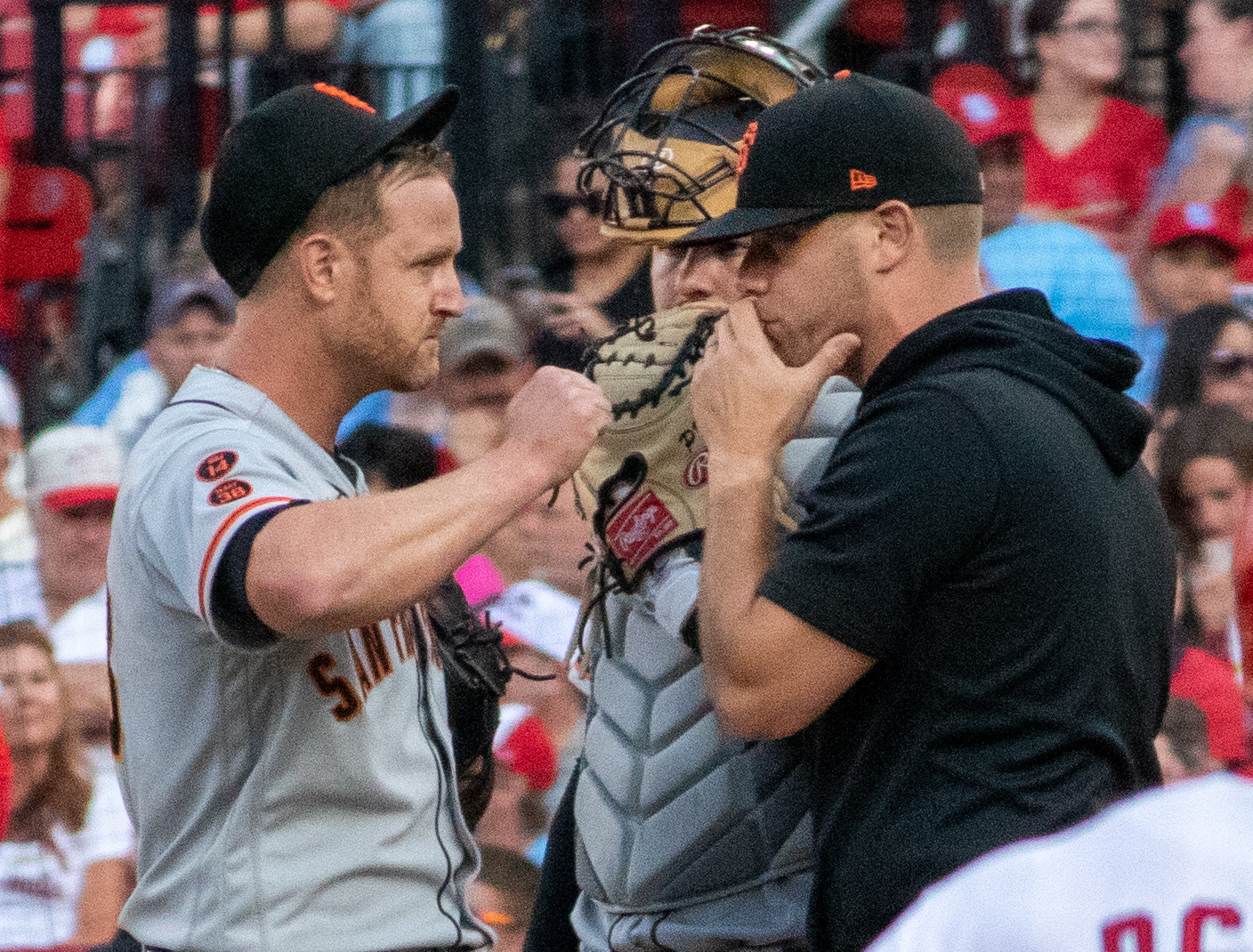
サンフランシスコ・ジャイアンツ投手コーチ時代
(2023年6月13日)

2018年2月26日に現役引退を表明し、今後はエンゼルスのコーチ補佐とリプレイ・コーディネイターを務めることが報じられた。
2019年シーズンにはエンゼルスのブルペンコーチに就任した。
2020年シーズンからはサンフランシスコ・ジャイアンツの投手コーチに就任した。

## 詳細情報

### 年度別投手成績
| 年 度    | 球 団    | 登 板 | 先 発 | 完 投 | 完 封 | 無 四 球 | 勝 利 | 敗 戦 | セ 丨 ブ | ホ 丨 ル ド | 勝 率 | 打 者 | 投 球 回 | 被 安 打 | 被 本 塁 打 | 与 四 球 | 敬 遠 | 与 死 球 | 奪 三 振 | 暴 投 | ボ 丨 ク | 失 点 | 自 責 点 | 防 御 率 | W H I P |
| -------- | -------- | ----- | ----- | ----- | ----- | -------- | ----- | ----- | -------- | ----------- | ----- | ----- | -------- | -------- | ----------- | -------- | ----- | -------- | -------- | ----- | -------- | ----- | -------- | -------- | ------- |
| 2009     | OAK      | 68    | 0     | 0     | 0     | 0        | 6     | 3     | 26       | 2           | .667  | 323   | 83.1     | 49       | 5           | 24       | 3     | 0        | 91       | 6     | 0        | 17    | 17       | 1.84     | 0.88    |
| 2010     | OAK      | 47    | 0     | 0     | 0     | 0        | 1     | 3     | 25       | 0           | .250  | 189   | 49.0     | 34       | 3           | 13       | 1     | 0        | 42       | 0     | 0        | 8     | 8        | 1.47     | 0.96    |
| 2011     | OAK      | 42    | 0     | 0     | 0     | 0        | 0     | 4     | 24       | 1           | .000  | 170   | 41.2     | 34       | 3           | 12       | 2     | 0        | 41       | 0     | 0        | 18    | 15       | 3.24     | 1.10    |
| 2012     | BOS      | 19    | 0     | 0     | 0     | 0        | 1     | 1     | 6        | 1           | .500  | 74    | 15.1     | 21       | 2           | 8        | 2     | 0        | 14       | 0     | 1        | 12    | 12       | 7.04     | 1.89    |
| 2013     | BOS      | 30    | 0     | 0     | 0     | 0        | 3     | 1     | 8        | 8           | .750  | 116   | 28.2     | 23       | 7           | 12       | 0     | 0        | 39       | 0     | 0        | 12    | 12       | 3.77     | 1.22    |
| 2015     | NYY      | 10    | 0     | 0     | 0     | 0        | 0     | 1     | 0        | 0           | .000  | 41    | 8.2      | 9        | 2           | 5        | 1     | 0        | 6        | 0     | 0        | 8     | 5        | 5.19     | 1.62    |
| 2016     | PHI      | 33    | 0     | 0     | 0     | 0        | 3     | 1     | 0        | 5           | .750  | 144   | 32.1     | 32       | 6           | 15       | 0     | 1        | 33       | 2     | 1        | 23    | 23       | 6.40     | 1.45    |
| 2016     | LAA      | 12    | 0     | 0     | 0     | 0        | 0     | 0     | 6        | 0           | ----  | 46    | 11.1     | 9        | 1           | 2        | 0     | 1        | 8        | 1     | 0        | 3     | 3        | 2.38     | 0.97    |
| '16計    | LAA      | 45    | 0     | 0     | 0     | 0        | 3     | 1     | 6        | 5           | .750  | 190   | 43.2     | 41       | 7           | 17       | 0     | 2        | 41       | 3     | 1        | 26    | 26       | 5.36     | 1.33    |
| 2017     | LAA      | 4     | 0     | 0     | 0     | 0        | 2     | 0     | 0        | 0           | 1.000 | 13    | 4.0      | 1        | 0           | 0        | 0     | 0        | 2        | 0     | 0        | 0     | 0        | 0.00     | 0.25    |
| MLB：8年 | MLB：8年 | 265   | 0     | 0     | 0     | 0        | 16    | 14    | 95       | 17          | .533  | 1116  | 274.1    | 212      | 29          | 91       | 9     | 2        | 276      | 9     | 2        | 101   | 95       | 3.12     | 1.10    |

### 年度別守備成績
| 年 度 | 球 団 | 投手（P） | 投手（P） | 投手（P） | 投手（P） | 投手（P） | 投手（P） |
| 年 度 | 球 団 | 試 合     | 刺 殺     | 補 殺     | 失 策     | 併 殺     | 守 備 率  |
| ----- | ----- | --------- | --------- | --------- | --------- | --------- | --------- |
| 2009  | OAK   | 68        | 7         | 9         | 1         | 0         | .941      |
| 2010  | OAK   | 47        | 4         | 5         | 0         | 0         | 1.000     |
| 2011  | OAK   | 42        | 1         | 4         | 0         | 0         | 1.000     |
| 2012  | BOS   | 19        | 0         | 1         | 0         | 0         | 1.000     |
| 2013  | BOS   | 30        | 1         | 0         | 0         | 1         | 1.000     |
| 2015  | NYY   | 10        | 2         | 2         | 0         | 0         | 1.000     |
| 2016  | PHI   | 33        | 1         | 2         | 0         | 0         | 1.000     |
| 2016  | LAA   | 12        | 0         | 2         | 0         | 1         | 1.000     |
| '16計 | LAA   | 45        | 1         | 4         | 0         | 1         | 1.000     |
| 2017  | LAA   | 4         | 0         | 0         | 0         | 0         | ----      |
| MLB   | MLB   | 265       | 16        | 25        | 1         | 2         | .976      |

### 表彰
- 新人王：2009年

### 記録
- MLBオールスターゲーム選出：2回（2009年、2010年）

### 背番号
- 40（2009年 - 2013年）
- 38（2015年 - 2016年途中）
- 37（2016年途中 - 2017年）
- 68（2019年）
- 84（2021年 - ）